# 吉田克己 (公衆衛生学者)
吉田 克己（よしだ かつみ、1923年9月13日 - 2016年1月16日）は、日本の公衆衛生学者。三重大学名誉教授。

## 人物
岐阜県出身。京都帝国大学を卒業。1958年（昭和33年）、三重県立大学（現・三重大学医学部）の教授に就任する。四日市ぜんそくの発生原因について疫学的な見地から研究をおこない、硫黄酸化物との関連を指摘、住民による訴訟においても証人として出廷した。1960年代以降に四日市市の公害防止対策委員などを歴任して、四日市公害と環境未来館の設立時に資料などを提供した。1971年（昭和46年）から1973年（昭和48年）まで、三重県公害センター所長を兼任した。三重県による硫黄酸化物の総量規制の制定にも関与した。
2016年（平成28年）1月16日に岐阜県大垣市の自宅で肺がんで死去した。

## 著書
- 『四日市公害―その教訓と21世紀への課題』柏書房、2002年